# Calypso (police de caractères)
Pour les articles homonymes, voir Calypso (homonymie).
Calypso est une police de caractères dessinée en 1958 par le Français Roger Excoffon pour la fonderie Olive. Elle est destinée à servir de caractère de titrage.